# The Final Station
The Final Station est un jeu vidéo d'action et de simulation ferroviaire développé par Do My Best Games et édité par tinyBuild Games, sorti en 2016 sur Windows, Mac, Linux, Nintendo Switch, PlayStation 4 et Xbox One.

## Système de jeu
Le jeu se présente sous la forme d'un shooter solo à la troisième personne en deux dimensions. L'objectif est de traverser plusieurs niveaux aussi appelés « station » tout en secourant des survivants d'une catastrophe appelée « Seconde visite ». Le jeu présente aussi un léger aspect gestion entre les niveaux où il faudra gérer la santé et la faim des survivants que vous avez secourus.
Chaque survivant amené à une « station » sécurisé (sans monstre ni possibilité de tirer) rapporteront de l'argent qui permettra d'acheter de la nourriture, des objets de soin ou des améliorations pour vos armes. Il est aussi possible de récolter de l'argent, des munitions, de la nourriture ou des objets de soin dans les stations que vous visiterez.

## Accueil
- Destructoid : 80 %[1]
- GameSpot : 7/10[2]